# Laura Ortiz
Laura Ortiz est une actrice colombienne née le 27 avril 1987 à Bogota.

## Biographie
Elle est connue dans le rôle de Ruby dans le remake de la colline a des yeux.

## Filmographie

### Cinéma
- 2006 : La colline a des yeux : Ruby
- 2007 : Norbit : l'assistante
- 2008 : Horton : Jessica
- 2008 : Petites Diablesses : Pamela
- 2009 : Crónicas chilangas : Enfermera
- 2009 : The Last Laugh : Lizzie
- 2009 : The Tivo : la Tivo
- 2011 : Killer Tacos : la petite-amie
- 2011 : Chillerama : Margot Frank et Desi
- 2014 : Les Gardiens de la Galaxie : la fille rose torturée
- 2017 : butcher 4 - Victor Crowley : Rose
- 2017 : The Greatest Question Facing the Future of Science and Robotics : la robot femelle
- 2017 : A Holliston Halloween : Laura
- 2018 : The Intervention : Punim
- 2019 : Straight Up : Madison

### Télévision
- 2005 : Sleeper Cell : Magdalena (1 épisode)
- 2006 : Dernier Recours : Ashley (1 épisode)
- 2006 : Drake et Josh : la fille mignonne (1 épisode)
- 2007 : American Dragon: Jake Long : Vickie (1 épisode)
- 2007 : Winter Tales : la Cheerleader, l'amie et la fille (3 épisodes)
- 2008 : Night Winter : Amber
- 2009 : Greek : la scientifique mignonne (1 épisode)
- 2010-2011 : Team Unicorn : la fille du couple qui embrasse et Jill (2 épisodes)
- 2010-2013 : Ça bulle ! : Pirahnica (35 épisodes)
- 2011-2013 : Happy Endings : Winnie McCray et Madison (2 épisodes)
- 2011-2018 : Robot Chicken : Dora Marquez, Cristin Young et Sarah (6 épisodes)
- 2012 : Bite Me : Cassie (3 épisodes)
- 2012 : Happy Valley : Kira
- 2012-2018 : Holliston : Laura (31 épisodes)
- 2013 : Super Clyde : Jolene
- 2014 : The Real Housewives of Horror : Gabrielle (6 épisodes)
- 2015 : Pickle and Peanut : Honeybun et voix additionnelles (1 épisode)
- 2017 : That Moment When : Jayne (1 épisode)
- 2020 : Heart Baby Eggplant : Laura (7 épisodes)